# Fausto Eliseo Coppini
Fausto Eliseo Coppini, né le 15 février 1870 à Milan et mort le 7 juin 1945 à Buenos Aires, est un peintre italien.

## Biographie
Fausto Eliseo Coppini naît le 15 février 1870 à Milan.
Il est l'élève de Pio Sanquirico, Gerolamo Induno et Giuseppe Mentessi à l'Académie des beaux-arts de Brera.
Il est en Amérique pendant onze ans, visite le Pérou et le Chili puis retourne en Italie où il reste environ un an et demi pour embarquer à nouveau pour l'Argentine et s'installer à Buenos Aires.
Dans son atelier au 726 via San Martin les clients viennent constater l'originalité du dessin et la maîtrise dans l'utilisation des couleurs à l'ombre des couleurs.
En Italie, il est récompensé par l'Académie de Rome en 1887, il vend l'une de ses œuvres à Milan immédiatement après l'avoir exposée à l'Exposition nationale de Buenos Aires 1898-99, il reçoit la médaille de bronze.
Parmi ses élèves figurent Ángel Vena, Rodolfo Franco, Gastón Jarry et Atilio Malinverno (en).
Fausto Eliseo Coppini meurt le 7 juin 1945 à Buenos Aires.

## Récompenses
Il reçoit la médaille d'argent à l'Exposition internationale du Centenaire et la médaille de bronze à l'Exposition de San Francisco, entre autres mentions.